# Клуб самоубийц, или Приключения титулованной особы
«Клуб самоуби́йц, или Приключе́ния титуло́ванной осо́бы» — приключенческий трёхсерийный телефильм по мотивам двух циклов повестей Р. Л. Стивенсона «Клуб самоубийц» и «Алмаз раджи». На телеэкраны вышел с 12 по 14 января 1981 года (хотя полностью готов был уже в 1979 году) под названием «Приключения принца Флоризеля». Оригинальное название и оригинальные титры, открывающие каждую серию фильма, были возвращены в 1990-х годах.

## Сюжет
Ищущий приключений принц Бакардии Флоризель гуляет по Лондону в одежде простого горожанина вместе со своим шталмейстером полковником Джеральдином. Ночью на набережной они встречают молодого человека с камнем на шее, готовящегося совершить самоубийство. Он оказывается отчаявшимся в жизни художником Перкинсом, которому не хватает денег на вступление в таинственный «Клуб самоубийц», где всего за 40 фунтов каждый мужчина может умереть «как джентльмен». Очередная «жертва» и «исполнитель» выбираются случайным образом из членов клуба. Заведует всем загадочный «Председатель».
Флоризель решает войти в клуб и на втором заседании, вытащив туза пик, оказывается в положении жертвы. Джеральдин не допускает исполнения приговора, и вскоре все члены клуба предстают перед судом принца. Выясняется, что Председатель — опасный преступник, который предпочитает убивать своих врагов, удушая их веревкой: вид крови вызывает у него отвращение. Расправиться с Председателем или передать его органам правосудия Флоризель не может — его связывают обязательства, данные им при вступлении в клуб. Принц решает отправить Председателя в путешествие вместе с братом Джеральдина. Расчет Флоризеля строится на том, что Председатель даст повод вызвать его на дуэль и только так можно будет свести с ним счёты. Однако в ходе путешествия по Европе Председатель сбегает, убив перед этим двух слуг принца, а также Джеральдина-младшего. Все жертвы были удушены веревкой. Разгневанный Флоризель решает найти и лично убить Председателя.
Одновременно разворачиваются события в связи с кражей знаменитого алмаза Раджи из коллекции генерала Венделера. Председатель охотится за драгоценным камнем, а Флоризель пытается отыскать следы преступника, используя алмаз в качестве приманки. Для поиска убийцы принц просит помощи у европейских преступников. Художник Перкинс пишет портрет Председателя, по которому, несмотря на абстрактный стиль картины, бандита сразу узнают все воротилы преступного мира. Однако они так боятся Председателя, что отказываются дать показания. Положение спасает приговорённый к смерти преступник, которому бояться уже нечего. Переговорив с ним, Флоризель находит сына Председателя — живущего в Америке техасского ковбоя Фрэнка Скримджера — и вызывает его в Париж, чтобы использовать как приманку для Председателя.
Принц, по-прежнему не имеющий возможности отдать пойманного преступника властям, вызывает его на дуэль. Флоризель выходит из схватки победителем, но его победа омрачена финальной фразой Председателя: тот сказал «не терплю крови».
Найденный алмаз, который стал причиной многих смертей, Его Высочество (в присутствии полицейского сыщика Крафта) выбрасывает в Темзу с тем, чтобы он больше не являлся соблазном для охотников за наживой. 
Впоследствии сыщик Крафт пытается найти алмаз, используя водолазное снаряжение.
Принц и полковник какое-то время живут нормальной жизнью. Но Флоризель опять жалуется на скуку и призывает Джеральдина вновь отправиться на поиски приключений.

## В ролях
- Олег Даль — принц Флоризель, наследный принц Бакардии
- Донатас Банионис — Председатель, он же Ник Николс, он же Клетчатый (озвучил Александр Демьяненко)
- Игорь Дмитриев — полковник Джеральдин / закадровый текст
- Любовь Полищук — Жаннет
- Виталий Ильин — Марк
- Игорь Янковский — Джеральдин-младший
- Асхаб Абакаров — Перкинс (озвучил Вячеслав Баранов)
- Елена Соловей — леди Венделер
- Борис Новиков — генерал Венделер
- Иван Мокеев — Чарли Пендрегон
- Владимир Шевельков — Гарри Хартли
- Владимир Басов — инспектор Трентон
- Михаил Пуговкин — садовник Рэберн
- Евгений Киндинов — Саймон Роллз, богослов
- Валерий Матвеев — ковбой Фрэнк Скримджер
- Елена Цыплакова — Джоан
- Анатолий Столбов — газетный служащий
- Валентин Голубенко — гангстер Сэм-универсал, Чёрный Сэм
- Вячеслав Васильев — Мальтус, член «Клуба самоубийц»
- Владимир Лосев — член «Клуба самоубийц»
- Михаил Бирбраер — член «Клуба самоубийц»
- Анатолий Подшивалов — член «Клуба самоубийц»
- Валерий Миронов — член «Клуба самоубийц»
- Гелий Сысоев — сыщик Крафт
- Илья Резник — преступник в инвалидной коляске (озвучил Лев Милиндер)
- Мария Белкина — молодая англичанка на корабле
- Любовь Малиновская — пожилая англичанка на корабле
- Валерий Филонов — преступник с бакенбардами, убегающий в Константинополе
- Евгений Иловайский — приговорённый к смертной казни

## Съёмочная группа
- Автор сценария: Эдгар Дубровский
- Автор закадрового текста: Евгений Татарский[1]
- Режиссёр-постановщик: Евгений Татарский
- Оператор-постановщик: Константин Рыжов
- Художник-постановщик: Исаак Каплан
- Композитор: Надежда Симонян
- Звукооператор: Константин Лашков
- Текст романса: Илья Резник
- Художник по костюмам: Наталья Кочергина

## Производство
Основываясь на двух сборниках рассказов Р. Л. Стивенсона «Клуб самоубийц» и «Алмаз Раджи», сценаристы фильма создали единый связный сюжет, дополнив его собственными оригинальными идеями. Одной из них стал «Портрет Клетчатого» в стиле кубизм с изображением персонажа Донатаса Баниониса и связанные с ними события. По предположению историка изобразительного искусства Софьи Багдасаровой, прототипом картины, написанной специально для фильма художником-постановщиком ленты Исааком Капланом, послужил «Портрет Амбруаза Воллара» работы Пабло Пикассо.
В качестве особняка, в котором по фильму располагался «Клуб самоубийц», был использован дом Фолленвейдера на Каменном острове в Ленинграде.
Часть съёмок проходила в г. Сочи на территории парка «Дендрарий». Съёмки проходили на лужайке у Мавританской беседки, на аллеях в районе виллы «Надежда» и в оранжерее.

## Критика
Кинокритик Лидия Маслова отмечала, что фильм «имеет заслуженную славу одного из главных ленфильмовских телевизионных шлягеров, непринужденно сочетающего классические линии английского покроя и легкомысленные аксессуары, почтение к жанру костюмной экранизации и ироничную игру с ним».
Киновед Александр Фёдоров писал: «„Приключения принца Флоризеля“ получились стильными, ироничными, местами пародийными. Это была изысканная игра с жанром детектива, рассчитанная как на „знатоков“, так и на широкую публику».